# Острів Тані
«Острів Тані» (англ. Tanya's Island) — канадсько-американська фентезі-драма 1980 року. Поставлена Альфредом Соулом, до цього відомим малобюджетним фільмом жахів «Еліс, мила Еліс» 1976 року. В головній ролі у фільмі знялася модель-початківиця Веніті. Костюм мавпи створили Рік Бейкер і Роб Боттін. Фільм знятий в Пуерто-Рико.

## Сюжет
Молода дівчина Таня живе з набагато старшим художником Лобо. Він дуже грубий і жорстокий по відношенню до неї, але вона любить його. Таня іноді фантазує про те, як вони разом живуть на райському тропічному острові: він малює і полює, а вона купається в морі і збирає фрукти...
Якось Лобо лякає Таню, сховавшись в піску, та сильно ображається і вирушає бродити островом. В одному місці вона знаходить цікаву розколину в скелі, всередину якої спускається. На дні вона виявляє величезну горилу і від страху непритомніє. Прокинувшись, вона знаходить себе посипаною купою квітів. Таня починає частіше відвідувати це місце. Вона заводить дружбу з горилою і називає того Блу через блакитний колір очей. Лобо вистежує її і дізнається про мавпу. Він починає ревнувати і влаштовує великий скандал. У цей момент Блу намагається захистити Таню, але Лобо проганяє горилу, у відповідь Блу руйнує його картину.
Зрештою Лобо вирішує покінчити з горилою і заманює Блу в клітку. Таня звільняє Блу. Лобо стає одержимим і сам починає вести себе, як мавпи. Він споруджує круглий форт, всередині якого встановлює клітку, куди садить Таню як приманку. Блу вдається звільнити її, і вони облаштовуються в покинутому будинку. Однак Лобо викрадає Таню і знову садить в клітку. Блу знову повертається за нею, але на цей раз не може потрапити всередину форту. У цей момент Лобо витягує Таню з клітки і ґвалтує її, що дуже злить горилу. Блу йде, а повернувшись, виламує двері. Він намагається придушити Лобо, а потім виносить Таню назовні. Таня, розсерджена цією ситуацією, просить мавпу дати їй спокій і вирушає у джунглі. Блу вирушає в погоню за нею, а потім ґвалтує... Таня з жахом прокидається.

## У ролях
- Веніті — Таня (в титрах вказано як Ді Ді Вінтерс)
- Дік Сарджент — Лобо
- Дон МакЛеод — Блу (в титрах вказано як Дон МакКлоуд)
- Донні Барнс — голос Блу
- Меріетт Левек — Келлі

## Прийом
Фільм був номінований на премію «Джині» за найкращий дизайн костюмів. У кінотеатрах йшов погано. Багато оглядів сходяться в тому, що «це один з тих фільмів, який хоче сказати щось важливе, але робить це таким безглуздим чином, що це повідомлення залишається непочутим». У середині 2000-х фільм був перевиданий на DVD, перевидання було піддано критиці за VHS-якість.